# Rouvres-sur-Aube
Pour les articles homonymes, voir Rouvres.
Rouvres-sur-Aube est une commune française située dans le département de la Haute-Marne, en région Grand Est.

## Géographie
Rouvres-sur-Aube couvre une superficie 20,18 km2 à une altitude entre 277 et 429 mètres. La commune se situe sur le cours supérieur de l'Aube à dix kilomètres du chef-lieu de canton d'Auberive au sein de la forêt éponyme.

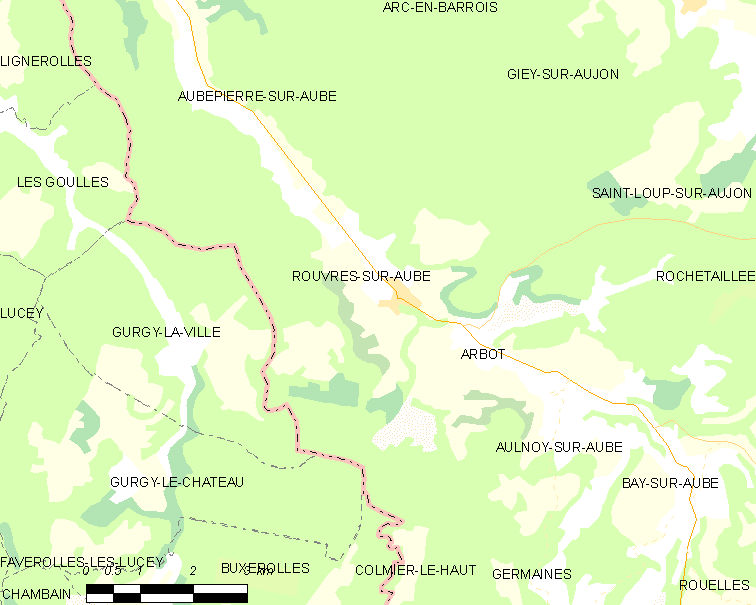

| Aubepierre-sur-Aube        |                  | Giey-sur-Aujon |
| Gurgy-la-Ville Côte-d'Or   | Rouvres-sur-Aube |                |
| Gurgy-le-Château Côte-d'Or |                  | Arbot          |

### Hydrographie
La commune est dans la région hydrographique « la Seine de sa source au confluent de l'Oise (exclu) » au sein du bassin Seine-Normandie. Elle est drainée par l'Aube, le ruisseau Longereau, le cours d'eau 01 des Cascades d'Etufs, le Fossé 01 de la Combe Arbien, le Fossé 01 de la Combe de Vauguefroi, le ruisseau de Corbevau et divers autres petits cours d'eau,.
L'Aube, d'une longueur de 249 km, prend sa source dans la commune d'Auberive et se jette  dans la Seine à Marcilly-sur-Seine, après avoir traversé 82 communes. 

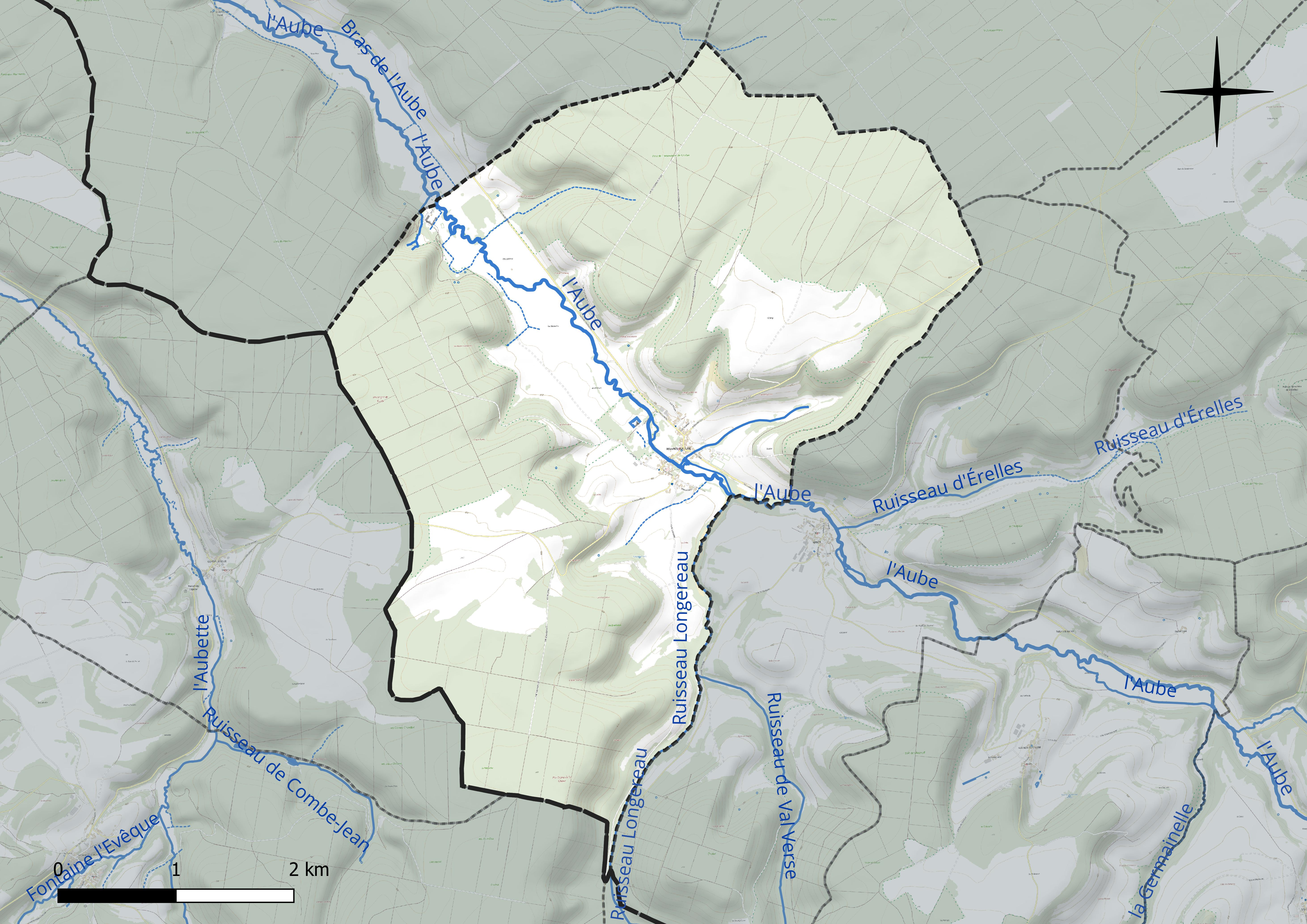
Réseau hydrographique de Rouvres-sur-Aube.

### Climat
Pour des articles plus généraux, voir Climat du Grand Est et Climat de la Haute-Marne.
En 2010, le climat de la commune est de type climat des marges montargnardes, selon une étude du Centre national de la recherche scientifique s'appuyant sur une série de données couvrant la période 1971-2000. En 2020, Météo-France publie une typologie des climats de la France métropolitaine dans laquelle la commune est exposée à un climat océanique altéré et est dans la région climatique  Lorraine, plateau de Langres, Morvan, caractérisée par un hiver rude (1,5 °C), des vents modérés et des brouillards fréquents en automne et hiver. 
Pour la période 1971-2000, la température annuelle moyenne est de 10,4 °C, avec une amplitude thermique annuelle de 16,6 °C. Le cumul annuel moyen de précipitations est de 942 mm, avec 13,2 jours de précipitations en janvier et 8,7 jours en juillet. Pour la période 1991-2020, la température moyenne annuelle observée sur la station météorologique de Météo-France la plus proche, « Saint-loup-sur-aujon_sapc », sur la commune de Saint-Loup-sur-Aujon à 8 km à vol d'oiseau, est de 10,5 °C et le cumul annuel moyen de précipitations est de 918,0 mm. 
La température maximale relevée sur cette station est de 39,9 °C, atteinte le 25 juillet 2019 ; la température minimale est de −22 °C, atteinte le 20 décembre 2009,,. 
Les paramètres climatiques de la commune ont été estimés pour le milieu du siècle (2041-2070) selon différents scénarios d'émission de gaz à effet de serre à partir des nouvelles projections climatiques de référence DRIAS-2020. Ils sont consultables sur un site dédié publié par Météo-France en novembre 2022.

## Urbanisme

### Typologie
Au 1er janvier 2024, Rouvres-sur-Aube est catégorisée commune rurale à habitat très dispersé, selon la nouvelle grille communale de densité à sept niveaux définie par l'Insee en 2022.
Elle est située hors unité urbaine. Par ailleurs la commune fait partie de l'aire d'attraction de Chaumont, dont elle est une commune de la couronne,. Cette aire, qui regroupe 112 communes, est catégorisée dans les aires de 50 000 à moins de 200 000 habitants,.

### Occupation des sols
L'occupation des sols de la commune, telle qu'elle ressort de la base de données européenne d’occupation biophysique des sols Corine Land Cover (CLC), est marquée par l'importance des forêts et milieux semi-naturels (67,9 % en 2018), une proportion identique à celle de 1990 (67,9 %). La répartition détaillée en 2018 est la suivante : 
forêts (67,9 %), terres arables (22,9 %), prairies (7,1 %), zones urbanisées (1,3 %), zones agricoles hétérogènes (0,8 %). L'évolution de l’occupation des sols de la commune et de ses infrastructures peut être observée sur les différentes représentations cartographiques du territoire : la carte de Cassini (XVIIIe siècle), la carte d'état-major (1820-1866) et les cartes ou photos aériennes de l'IGN pour la période actuelle (1950 à aujourd'hui).

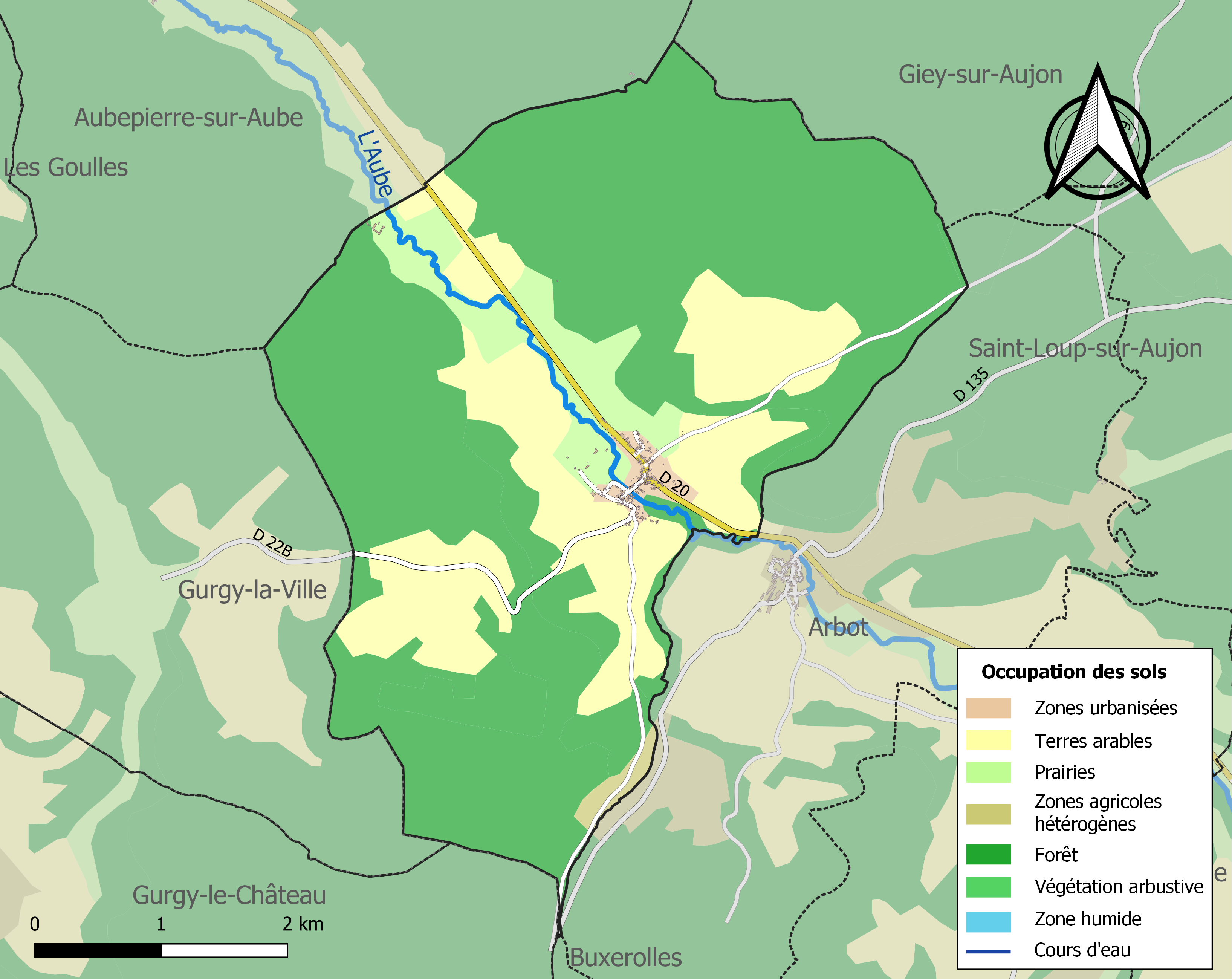
Carte des infrastructures et de l'occupation des sols de la commune en 2018 (CLC).

## Histoire
Le village qui relève alors du bailliage de Gurgy-le-Château est mentionné dès 936 dans une charte d’un évêque de Langres.
Une première forge est recensée à Rouvres en 1508. Elle est reconstruite en 1822 avec un haut-fourneau et un foyer d'affinage. Elle périclite ensuite et est transformée en scierie en 1874.

## Politique et administration
| Période                                  | Période  | Identité     | Étiquette | Qualité |
| ---------------------------------------- | -------- | ------------ | --------- | ------- |
| mars 2001                                | En cours | Gilles Simon |           |         |
| Les données manquantes sont à compléter. |          |              |           |         |

## Population et société

### Démographie

#### Évolution démographique
L'évolution du nombre d'habitants est connue à travers les recensements de la population effectués dans la commune depuis 1793. Pour les communes de moins de 10 000 habitants, une enquête de recensement portant sur toute la population est réalisée tous les cinq ans, les populations de référence des années intermédiaires étant quant à elles estimées par interpolation ou extrapolation. Pour la commune, le premier recensement exhaustif entrant dans le cadre du nouveau dispositif a été réalisé en 2004.

En 2022, la commune comptait 69 habitants, en évolution de −34,91 % par rapport à 2016 (Haute-Marne : −4,62 %, France hors Mayotte : +2,11 %).
| 1793 | 1800 | 1806 | 1821 | 1831 | 1836 | 1841 | 1846 | 1851 |
| ---- | ---- | ---- | ---- | ---- | ---- | ---- | ---- | ---- |
| 494  | 478  | 446  | 429  | 568  | 535  | 526  | 508  | 474  |

| 1856 | 1861 | 1866 | 1872 | 1876 | 1881 | 1886 | 1891 | 1896 |
| ---- | ---- | ---- | ---- | ---- | ---- | ---- | ---- | ---- |
| 435  | 431  | 428  | 400  | 386  | 388  | 382  | 375  | 370  |

| 1901 | 1906 | 1911 | 1921 | 1926 | 1931 | 1936 | 1946 | 1954 |
| ---- | ---- | ---- | ---- | ---- | ---- | ---- | ---- | ---- |
| 338  | 323  | 296  | 349  | 256  | 241  | 235  | 225  | 211  |

| 1962 | 1968 | 1975 | 1982 | 1990 | 1999 | 2004 | 2006 | 2009 |
| ---- | ---- | ---- | ---- | ---- | ---- | ---- | ---- | ---- |
| 205  | 218  | 286  | 240  | 106  | 102  | 103  | 102  | 103  |

| 2014 | 2019 | 2022 | - | - | - | - | - | - |
| ---- | ---- | ---- | - | - | - | - | - | - |
| 102  | 76   | 69   | - | - | - | - | - | - |

## Lieux et monuments

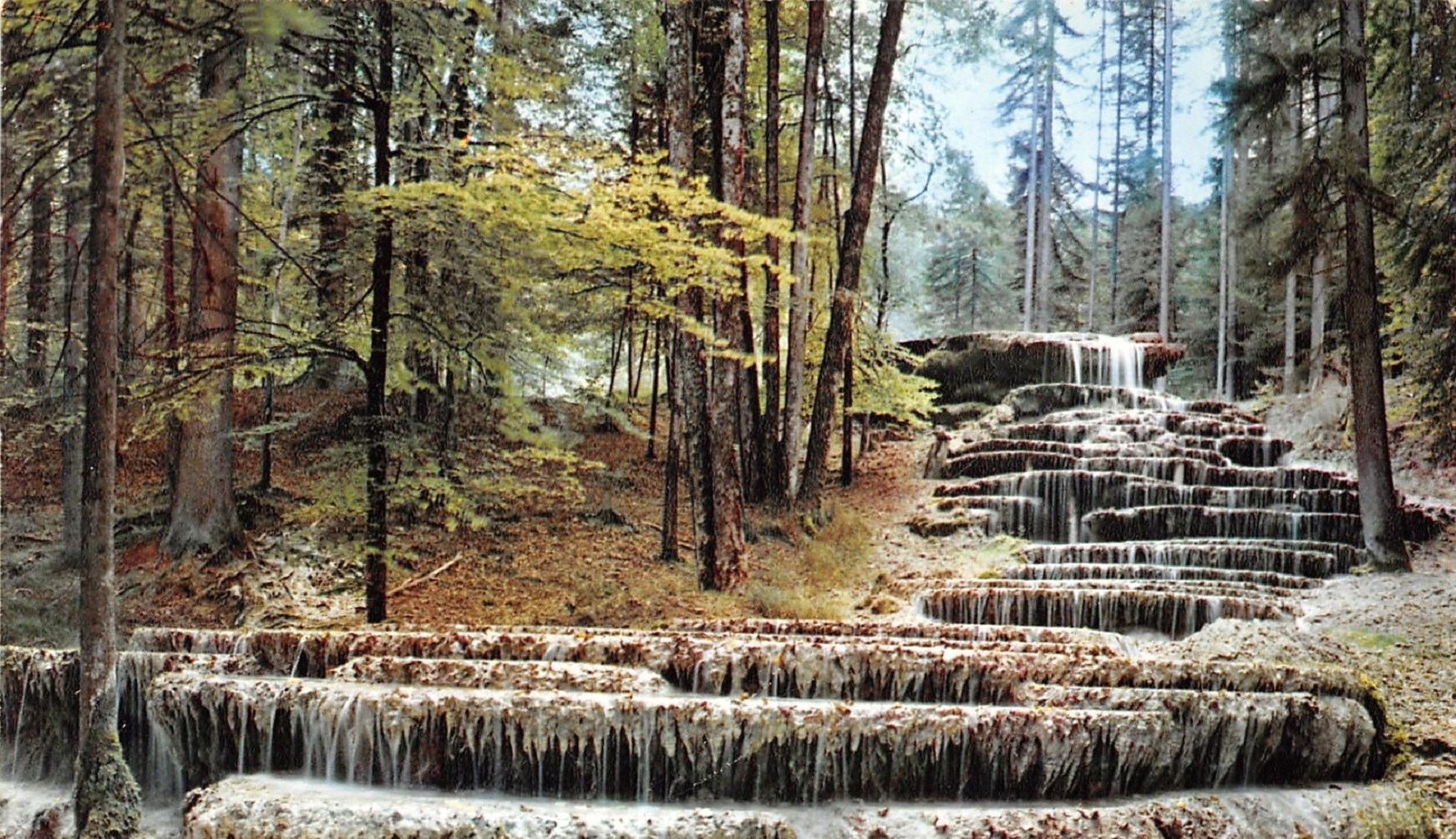
vue ancienne de la cascade pétrfiante d'Etufs.

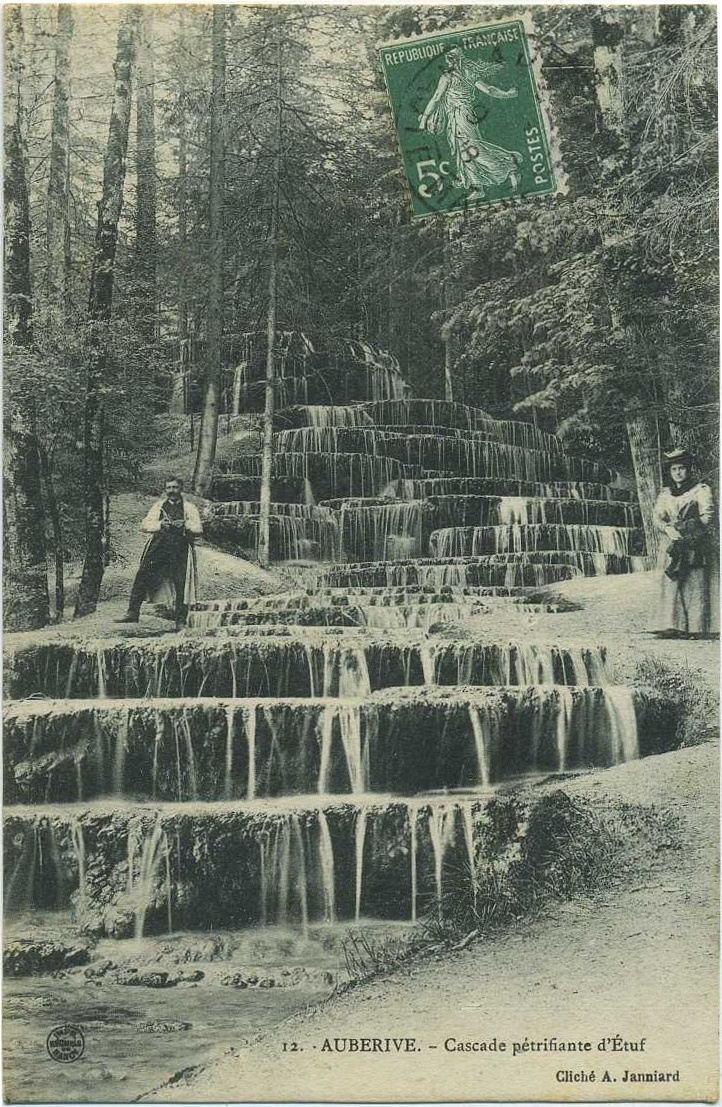
La cascade (carte postale ancienne).

- Le château d'Étuf, bien conservé, date du XVIIe siècle. Avant la Révolution, il était fortifié et protégé par des fossés profonds. C'est une propriété privée[16].
- L'église Saint-Pierre-et-Saint-Paul date du XIXe siècle. Son maître-autel, plus ancien, est attribué au sculpteur langrois Antoine Besançon[16].
- La cascade pétrifiante d'Etuf. Sans doute l'une des curiosités les plus remarquables de Haute-Marne. C'est le tuf (dépôt de calcaire) qui lui a donné son nom. Le ruisseau plonge d'une hauteur de quinze mètres, de cascade en cascade sur environ cinquante mètres. Le calcaire, libéré et dissout par les eaux vives, pétrifie les mousses en se déposant et forme de larges bassins qui s'étagent. Avec le temps, une vingtaine de gradins se sont ainsi formés[21].

## Personnalités liées à la commune
- Nicolas Frochot (1761-1828) comte de l'Empire, mort sur la commune, fut préfet de Paris et élu député des États généraux le 25 mars 1789. Propriétaire du domaine d'Etufs.
- Gabriel Bourgund (1898-1993), militaire, maire de la commune et conseiller général.